# Những cuộc phiêu lưu của chiếc vali màu vàng (phim)
Những cuộc phiêu lưu của chiếc vali màu vàng (tiếng Nga: Приключения жёлтого чемоданчика) là một bộ phim phiêu lưu - hài hước dành cho trẻ em của đạo diễn Ilya Frez, ra mắt lần đầu năm 1970.
Truyện phim dựa theo tiểu thuyết cùng tên của nhà văn Sofia Prokofyeva.

## Nội dung
Ở một thành phố đầy nắng có hai bạn nhỏ Petya và Toma. Petya thì nhút nhát, còn Toma bị trêu là "nữ hoàng băng giá" vì chỉ biết khóc. Cha mẹ chúng bèn dẫn đi y sĩ. Ông y sĩ mới chế ra một thứ kẹo mà hễ ăn vào thì ai cũng trở nên dũng cảm và vui vẻ hết, thậm chí chỉ biết nói thật thôi. Nhưng mọi sự trở nên rắc rối thì chiếc vali màu vàng chứa kẹo bị đánh cắp.